# Thomas de Mahy
Thomas de Mahy, Marquês de Favras (castelo de Favras em Feings, perto de Blois, 26 de março de 1744 — Paris, 19 de fevereiro de 1790) foi um cavaleiro da ordem de Saint-Louis, soldado e cavalheiro francês. Foi apoiante da causa monárquica durante a Revolução Francesa.

## Antes da Revolução Francesa
Thomas de Mahy, Marquês de Favras, nasceu em Favras, perto de Blois, em 26 de março de 1744, numa família nobre e bastante antiga, mas de escassos recursos. Desde o século XIV que os Mahy tinham o título de escudeiros, e vários deles haviam ocupado os primeiros lugares do município e da magistratura em Blois. Em 1747, a localidade de Cormeré, que lhes pertencia, foi tornada em baronia.
Aos 17 anos tornou-se capitão dos "Dragons", servindo em várias campanhas durante a Guerra dos Sete Anos. Em 1772 tornou-se em primeiro tenente da Guarda Suíça do conde de Provence, irmão do rei Luís XVI. Incapaz de arcar com as despesas exigidas pelo seu posto, que equivaliam às de um coronel do exército, aposentou-se em 1775.
Favas casou em 1776 com Victoria Hedwig Karoline, cuja mãe, depois de ter sido abandonada em 1749 por seu marido, Carlos Luís de Anhalt-Bernburg-Schaumburg-Hoym, encontrou refúgio com sua filha na casa de Charles de Rohan, príncipe de Soubise. Após o casamento, Favras mudou-se para Viena, a fim de conseguir a restituição dos direitos de sua esposa, passando algum tempo em Varsóvia. Em 1787 ele foi autorizado a criar uma "legião patriótica" com o objetivo de ajudar a República das Sete Províncias Unidas dos Países Baixos na sua luta contra o estatuder Guilherme V e seus aliados prussianos.
Regressando a Paris em 1789, enquanto os estados gerais decorrem a partir de maio, o marquês de Favras reinstala-se em Versalhes em junho desse ano. Envolveu-se depois nos planos realistas iniciados pelo seu antigo empregador, o conde de Provence, para salvar o rei e acabar com a Revolução Francesa. Para financiar esse empreendimento, Provence (usando um de seus senhores, o Conde de la Châtre, como intermediário) encarregou Favras de negociar um empréstimo de 2 000 000 de francos franceses com os banqueiros Schaumel e Sartorius.

## Durante a Revolução Francesa
Favorável a uma profunda reforma do Estado real e, em particular, à reforma das finanças reais e da administração real, o Marquês de Favras é, no entanto, hostil a qualquer contestação da autoridade real. No contexto tenso que se seguiu à tomada da Bastilha em 14 de julho de 1789, o Marquês de Favras teria então começado a elaborar um plano para uma contrarrevolução, mas os acontecimentos dos dias de 5 e 6 de outubro de 1789 forçaram-no a rever os seus projetos. Durante esses dias deu-se a conhecer propondo reunir homens e cavalos para proteger Versalhes e o rei dos desordeiros, que fracassaram. Então acompanhou Luís XVI e sua família para Paris para protegê-lo da multidão em fúria.
Favras cometeu o erro de confiar em vários oficiais que posteriormente o traíram. Um panfleto publicado em Paris, em 23 de dezembro de 1789, afirmava que Favras havia sido contratado pelo conde de Provence para realizar um golpe contra os habitantes da França. De acordo com o panfleto, o rei, a rainha e seus filhos seriam resgatados do Palácio das Tulherias e retirados do país. Uma vez fora da França, o conde de Provence iria tornar-se regente e desfrutaria de poder absoluto. Ao mesmo tempo, um regimento composto por 30 000 soldados cerca Paris e no meio da confusão, os três principais líderes liberais (Jacques Necker, diretor financeiro, Jean Sylvain Bailly, prefeito de Paris, e o Marquês de La Fayette, comandante da Guarda Nacional) figuraram numa lista de potenciais alvos a abater. Uma vez isto, a cidade seria forçada a se submeter através da cessação do fornecimento de alimentos. Na sequência da publicação do panfleto, Favras e sua mulher foram presos no dia seguinte, após o qual o conde de Provence, aterrorizado, recusou publicamente Favras num discurso proferido para a Comuna de Paris, bem como numa carta à Assembleia Nacional Constituinte.
Quinze dias depois de serem presos, Favras e sua esposa foram separados, e o Marquês foi transferido para o Grand Châtelet. Durante o julgamento, que durou quase dois meses, as testemunhas discordaram dos factos apresentados ao caso e houve flagrante falta de provas. Até mesmo Sylvain Maréchal, um anarquista e editor do jornal republicano Révolutions de Paris, admitiu que as evidências existentes contra Favras eram insuficientes. No entanto, a tentativa de vários apoiantes da monarquia para libertar Favras em 26 de janeiro, que foi frustrada por La Fayette, despertou as suspeitas dos cidadãos, o que levou a que em 18 de fevereiro de 1790 fosse condenado a morrer executado na forca.
Tendo envolvido várias pessoas na conspiração (incluindo o conde de Antraigues), Favras ofereceu-se para fornecer mais detalhes sobre o caso às autoridades em troca de ser perdoado, apesar de, na sequência da rejeição do seu pedido, ele se ter recusado a dar mais informações sobre isso. Favras foi executado na Praça de Grève em 19 de fevereiro de 1790. Depois de ter lido a sua sentença de morte, Favras disse: "Vejo que cometeram três erros de ortografia".